# Zhaodong
Die Stadt Zhaodong (chinesisch 肇东市, Pinyin Zhàodōng Shì) ist eine kreisfreie Stadt der bezirksfreien Stadt Suihua in der Provinz Heilongjiang, im Nordosten der Volksrepublik China. Sie hat eine Fläche von 4.332 km² und zählt 666.532 Einwohner (Stand: Zensus 2020).
Die Balicheng-Stätte (Balicheng yizhi 八里城遗址) steht seit 2001 auf der Liste der Denkmäler der Volksrepublik China (5-36).